# Bara Dehi
Bara Dehi és el més alt dels quatre pics principals de les muntanyes Assia, al districte de Cuttack, a Orissa (Índia). Al peu d'aquesta muntanya hi ha les ruïnes d'una antiga residència de l'antic sobirà hindú dels turons.